# Marco Streller
Marco Streller, född 18 juni 1981 i Basel i Schweiz, är en schweizisk fotbollsspelare som för närvarande spelar som anfallare för FC Basel i Axpo Super League.

## Klubbkarriär
Streller påbörjade sin proffskarriär i FC Basel 2000 där han spelade en match i debutsäsongen. Han lämnade därefter Basel för att spela för FC Concordia Basel, där han gjorde 16 mål på 30 matcher från start i Challenge League. FC Basel köpte då tillbaka Streller, men han lämnade klubben än en gång i januari 2002 efter bara tre matcher, för att spela för FC Thun. Hos Thun gick det också bra och än en gång köptes han av FC Basel med löfte om att få spela A-lagsfotboll.
Under säsongen 2003/2004 gjorde han 13 mål på 16 matcher vilket skapade intresse hos tyska klubbar som VfB Stuttgart, som slutligen köpte honom till säsongen 2004/2005. Han gjorde dock bara fyra mål på 28 matcher i första halvan av säsongen i Bundesliga, vilket ledde till att han lånades ut till 1. FC Köln för resten av säsongen. Efter att ha spelat 14 matcher från start för Köln återvände han till Stuttgart, men misslyckades än en gång med att imponera på ledningen.
Besvikelsen i Tyskland ledde till att han fick återvända till FC Basel igen i juni 2007, för fjärde gången. Säsongen 2011-2012 var han med och ledde sitt Basel till avancemang i Champions League. Streller gjorde ett av målen i den direkt avgörande hemmamatchen mot Manchester United i gruppspelets sista omgång. Matchen slutade 2-1 och gav Basel andraplatsen i gruppen bakom SL Benfica.

## Landslagskarriär
Streller har spelat 25 matcher för Schweiz sedan 2003, bl.a. i VM i fotboll 2006. Han var med i truppen till Europamästerskapet i fotboll 2004, men kunde inte spela p.g.a. en skada.
Under kvalet till VM 2006 var han med i skandalmatchen mot Turkiet då bråk på fotbollsplanen utbröt efter att Turkiet vann med 4–2, men det var ändå Schweiz som tog sig till VM-slutspelet.

## Meriter
- Axpo Super League: 2004 (med FC Basel)
- Bundesliga: 2007 (med VfB Stuttgart)